# Hyazinth Thurn-Balsassina
Hyazinth Thurn-Balsassina, též Hyacinth nebo Hyazinth Thurn-Valsassina (22. dubna 1818 – 12. nebo 14. prosince 1877 Vídeň), byl rakouský šlechtic a politik německé národnosti z Kraňska, v 2. polovině 19. století poslanec Říšské rady.

## Biografie
Jeho bratr Gustav Thurn-Balsassina působil jako zemský hejtman Kraňska.
Hyazinth byl poslancem Kraňského zemského sněmu. Ten ho roku 1871 zvolil i do Říšské rady (celostátního parlamentu), tehdy ještě nepřímo volené zemskými sněmy. Uspěl i v prvních přímých volbách do Říšské rady roku 1873 za kurii velkostatkářskou v Kraňsku. Poslancem byl až do své smrti v roce 1877. V roce 1873 se uvádí jako hrabě Hyazinth Thurn-Balsassina, c. k. komoří a statkář, bytem Radovljica. Po smrti ho v Říšské radě nahradil bratr Gustav.
Zemřel v prosinci 1877 ve věku 60 let.